# Nicole Ohlde
Nicole Ohlde, née le 13 mars 1982 à Clay Center dans le Kansas, est une joueuse de basket-ball américaine.

## Biographie
Durant sa période universitaire, elle établit de nombreux records de son club : 2 161 points, 970 rebonds, et 201 contres. Ses performances au sein des Wildcats lui valent d'être à deux reprises nommées dans le premier cinq All America en 2003, 2004.
À la fin de ses études, elle est choisie au premier tour de la Draft WNBA 2004 par les Lynx du Minnesota. Après deux premières saisons satisfaisantes, la saison 2007 voit ses statistiques plonger, ceci pouvant en partie s'expliquer par un repositionnement au poste de pivot au détriment de son poste naturel d'ailier fort. En 2009, elle fait partie d'un échange qui l'envoie rejoindre la franchise des Mercury de Phoenix. 
En parallèle de sa carrière en WNBA, elle effectue une carrière en Europe. Elle évolue tout d'abord en Russie, avec UMMC Ekaterinbourg, puis Belgique et en Espagne. Pour la saison 2007-08, elle rejoint le championnat de France pour évoluer avec le club de Valenciennes. Dans la compétition de l'Euroligue, elle termine à la première place dans la statistique du rebond à l'issue du premier tour. 

## Clubs
- 2000-2004 :  Wildcats de Kansas State (NCAA)
- 2004-2005 :  UMMC Ekaterinbourg
- 2005-2006 :  Dexia Namur
- 2006-2007 :  CB Halcón Viajes
- 2007-2008 :  US Valenciennes (LFB)
- 2008-2010 :  MiZo Pécs
- 2010-2011 :  Basket Femminile Venezia Reyer
- 2011-2012 :  Liomatic Umbertide
- 2012-2013 :  Basketbalový Klub Brno

 WNBA
- 2004-2008 :  Lynx du Minnesota
- 2009-2010 :  Mercury de Phoenix
- 2010:  Shock de Tulsa

## Palmarès
- Médaille d'or en championnat du monde des jeunes en 2002 et 2003
- Début en Équipe des États-Unis en 2006
- Coupe de Tchéquie 2013 [4]

### Distinction personnelle
- Choisie en 6e position lors de la draft WNBA 2004